# Vol Korean Air 858
Le vol Korean Air 858 est un vol international régulier reliant Bagdad à Gimpo via Abu Dhabi le 29 novembre 1987. L'appareil explose en plein vol au-dessus de la mer d'Andaman, soufflé par une bombe posée en cabine par deux agents nord-coréens descendus à l'escale d'Abu Dhabi.

## Détails du vol

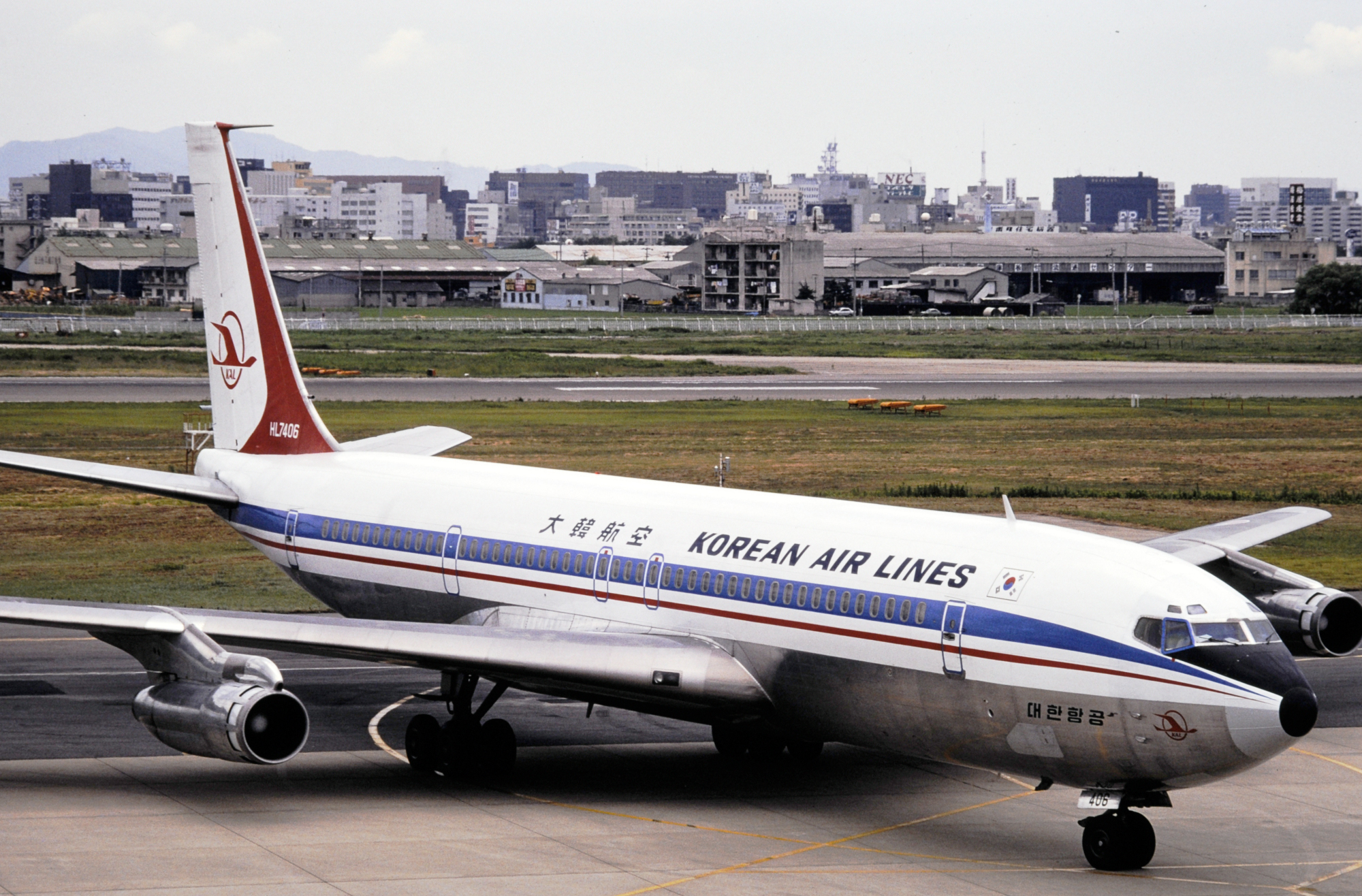
HL7406, le Boeing 707 d'Korean Air impliqué, ici à l'aéroport de Fukuoka en août 1987.

Le vol 858 de Korean Air, parti de Bagdad puis ayant fait escale à Abu Dhabi le 29 novembre 1987, approche sa deuxième escale à Bangkok lorsqu'il explose en vol au-dessus de la mer d'Andaman, tuant les cent quinze passagers et membres d'équipage présents à son bord. 
Deux agents nord-coréens, qui s'étaient enregistrés à Bagdad, ont débarqué à Abu Dhabi en laissant une bombe à retardement dans un compartiment à bagages. Les deux agents sont arrêtés alors qu'ils s'apprêtaient à quitter Bahreïn avec de faux passeports japonais. Les agents tentent de se suicider en avalant une pastille de cyanure. L'homme décède aussitôt, mais la femme, Kim Hyon-Hui, survit.

## Enquête
Selon des témoins interrogés lors du Conseil de sécurité des Nations unies, le 15 décembre 1987, Kim Hyon-Hui aurait été transférée à Séoul pour se rétablir. Après avoir vu à la télévision la vie en Corée du Sud, elle affirme avoir été « exploitée pour les activités terroristes nord-coréennes », et fait des aveux détaillés, notamment sur ses voyages aux ordres de la Corée du Nord de Pyongyang à Moscou, Budapest, Vienne, Belgrade et finalement Bagdad, où la bombe a été déposée. Son retour aurait dû se faire via Abou Dabi, Amman et Rome, mais a échoué à cause de son faux visa.
En janvier 1988, Kim annonce lors d'une conférence de presse à la National Intelligence Service — les services secrets sud-coréens — qu'elle et son partenaire étaient tous deux des agents nord-coréens. Elle dit avoir laissé dans l'appareil une radio contenant 350 grammes d'explosif C-4 et une bouteille d'alcool contenant environ 700 ml de PLX (en). Elle exprime des remords et demande pardon aux familles des victimes. Elle affirme également que l'ordre de déposer la bombe a été personnellement donné par Kim Jong-il, le fils du président nord-coréen Kim Il-sung, qui aurait ainsi voulu déstabiliser le gouvernement sud-coréen, perturber les élections législatives de 1988 et les Jeux olympiques qui allaient se dérouler à Séoul.

## Conséquences
Kim, condamnée à mort le 25 avril 1989 par le tribunal de Séoul, est graciée par Roh Tae-woo.
En 1993, William Morrow & Co publie Dans la fosse aux tigres (en), le récit de Kim : sa formation en tant qu'espionne nord-coréenne et le vol 858. Elle fait don des recettes du livre aux familles des victimes. Le Département d'État des États-Unis qualifie cet acte de terroriste, et la Corée du Nord fait partie, jusqu'en 2008, de la liste des États soutenant le terrorisme.

## Débris retrouvés
En 2020, les débris auraient été retrouvés dans la mer d'Andaman selon les médias sud-coréens.